# Clemenceau (nave da battaglia)
La Clemenceau avrebbe dovuto essere una nave da battaglia della Marine nationale, terza unità della classe Richelieu da 38.000 tonnellate, e così chiamata in onore del primo ministro francese Georges Clemenceau. Catturata dai tedeschi nel bacino di costruzione all'atto della firma del armistizio di Compiègne, il 22 giugno 1940, fu denominata dalla Kriegsmarine Schlachtschiff R e varata incompleta nel dicembre 1941 fu poi utilizzata come nave caserma, venendo affondata per bombardamento aereo il 27 agosto 1944 a Landévennec.

## Storia

Profilo di una nave da battaglia della classe Richelieu.

Modello di torretta quadrinata da 380 mm delle navi da battaglia classe Richelieu.

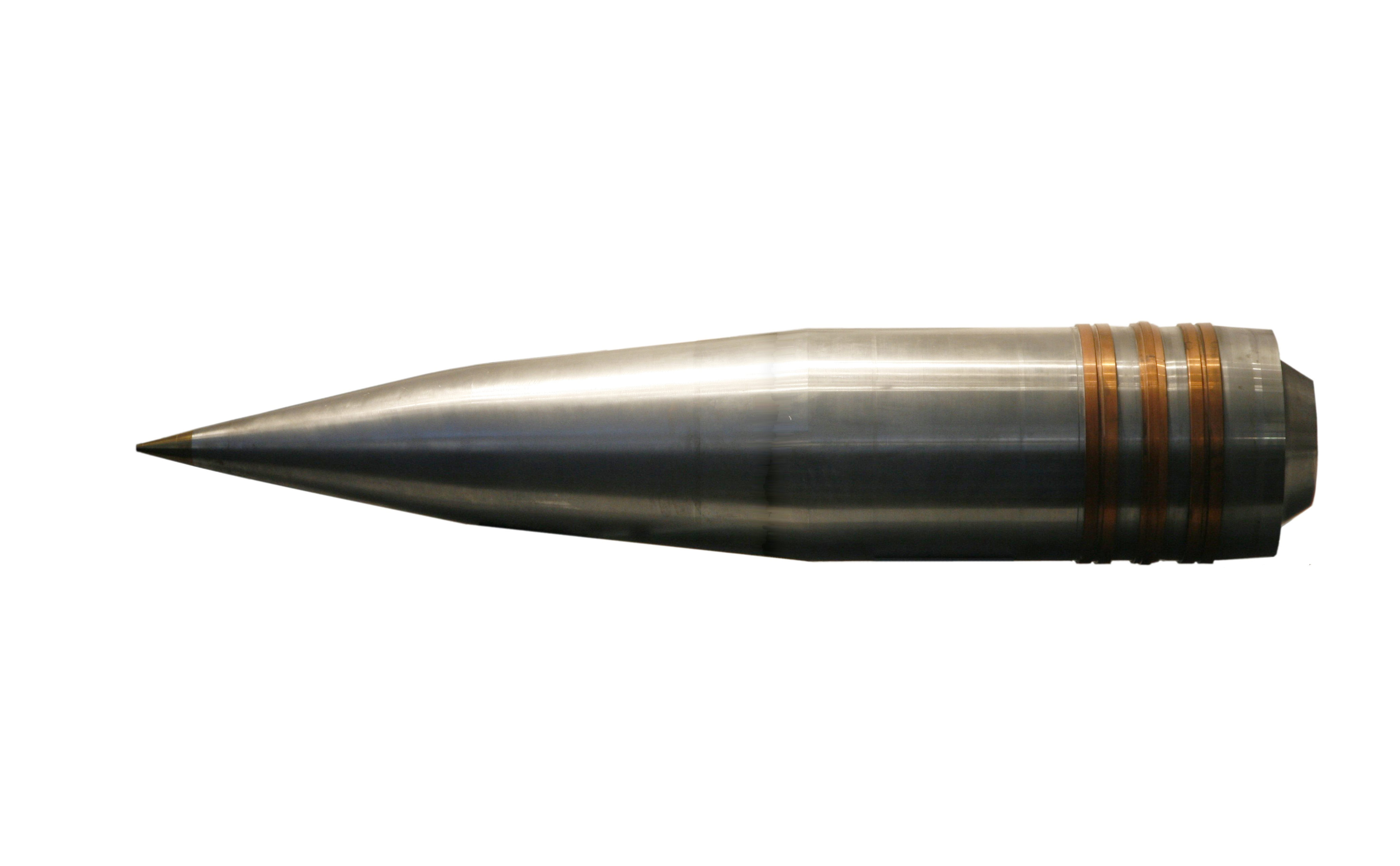
Proiettile da 380 mm.

Il programma navale di potenziamento della Regia Marina del 1937-1938, e il piano supplementare del 1938, rappresentarono il massimo sforzo compiuto nella sua storia dal Regno d'Italia per potenziare la propria flotta. Esso prevedeva la ricostruzione e costruzione di 4+4 navi da battaglia, e generò viva apprensione negli alti comandi della Marine nationale francese. Il 19 gennaio 1938 il Capo di stato maggiore della Marine nationale, ammiraglio François Darlan, intervenne presso il presidente del Consiglio dei ministri Paul Reynaud allo scopo di ottenere una integrazione alla tranche di nuove costruzioni del 1938 che era stata approvata dal Parlamento qualche settimana prima, ma che incontrava ancora difficoltà politiche. Egli dichiarò che per effetto dei programmi in atto, la flotta francese fino al 1939 sarebbe stata superiore a ciascuna delle flotte italiana e tedesca; dalla metà del 1939 alla fine del 1941 essa sarebbe stata equivalente a quella italiana e superiore a quella tedesca; a partire dal 1942 sarebbe stata nettamente inferiore alla Regia Marina e, più o meno, al livello della Kriegsmarine. A partire dalla metà del 1939 e arrivando alla fine del 1941 la flotta francese sarebbe stata equivalente a quella italiana e superiore a quella tedesca, mentre a partire dal 1942 sarebbe stata nettamente inferiore alla flotta italiana e, all'incirca, a livello della Kriegsmarine. In questo scenario, fino al 1939 la Francia avrebbe potuto contrastare efficacemente sul mare con i propri mezzi o all'una o all'altra delle potenze continentali; dal 1939 al 1942 essa avrebbe potuto agire efficacemente solo con l'aiuto di una potenza alleata, e dopo il 1942 la debolezza della marina francese avrebbe costituito un onere per un eventuale alleato, e da sola la Marine nationale sarebbe stata sconfitta in partenza su tutti i teatri marittimi, mettendo i possedimenti francesi d'oltremare alla mercé del nemico.
Nel febbraio 1938 la costruzione delle due prime navi da battaglia della classe Richelieu, Richelieu e Jean Bart, aveva già un ritardo rispettivamente di 11 e 13 mesi sul previsto, il che faceva prevedere l'entrata in linea della prima unità per l'inverno del 1940, o all'inizio del 1941, quando le due prime unità della classe Littorio sarebbero già state in servizio dal giugno dello stesso anno. In risposta alle due successive unità unità italiane, Impero e Roma, il 2 maggio 1938 il Consiglio dei Ministri approvò la realizzazione, con la legge bis della tranche 1938, di due nuove navi da battaglia denominate Clemenceau e Gascogne, il cui finanziamento avrebbe dovuto essere autorizzato già l'anno precedente se non si fosse opposto lo stesso Reynaud.
Già nel dicembre dello stesso Darlan dovette difendere la costruzione delle due unità dallo stesso Reynaud, che voleva utilizzare i fondi destinati alla Gascogne per l'acquisto di 1.000 aerei dagli Stati Uniti d'America. Inoltre preoccupavano il Capo di stato maggiore della Marine nationale le carenze tecniche rilevate nell'industria cantieristica francese, le quali, a suo giudizio, costituivano uno dei principali fattori di ritardo nell'approntamento delle nuove navi, unite al fatto che nei cantieri privati e negli arsenali della Marina si adottava l'orario di lavoro su 40 ore settimanali.
Le due nuove navi da battaglia differivano profondamente tra di loro, la Clemenceau apparteneva al modello A2 derivato direttamente dalle Richelieu, mentre la Gascogne al modello B 3ter, e poteva considerarsi una unità del tutto a sé stante. Il modello A2 aveva un armamento previsto su 8 cannoni da 380 mm in impianti quadrupli a prora, e 12 cannoni da 152 mm in impianti tripli sistemati due a poppa in posizione assiale, il che permetteva a tutti i pezzi di sparare simultaneamente in entrambi i lati in un'unica bordata, e due sulla fiancata, uno per lato. Il risparmio di peso causato dall'eliminazione della terza torretta da 152 mm a poppa, ovvero 300 tonnellate, permise di aggiungere sei impianti binati antiaerei da 100 mm, due posizionati nella parte anteriore della sovrastruttura, e due per lato, all'altezza del fumaiolo e della torretta superiore posteriore da 152 mm.
La Clemenceau fu impostata il 17 gennaio 1939 nel bacino di costruzione n. 4 dell'Arsenale della Marina di Brest, e solo dopo che questo fu lasciato libero dalla Richelieu. Il varo della nave secondo i piani di costruzione era previsto per il 1941 e la sua entrata in servizio entro la fine del 1943. Il 28 settembre 1939 i lavori di costruzione vennero sospesi per lo scoppio della seconda guerra mondiale, con la conseguente mobilitazione generale che interessò molte delle maestranze dell'industria e degli stessi arsenali militari e della Marina. Venne data la massima priorità all'allestimento della Richelieu e della Jean Bart, mentre i lavori sulla Clemenceau ripresero con lentezza il 6 dicembre quando gli operai rientrarono al lavoro in seguito alla stasi sul fronte franco-tedesco. Con l'inizio della battaglia di Francia, il 10 maggio 1940, vennero arrestati quando la sua costruzione aveva raggiunto il 10%.
Quando i tedeschi occuparono il cantiere navale di Brest trovarono il bacino di costruzione allagato, e che era stata costruita una sezione dello scafo lunga 130 m. Dichiarata preda bellica dai tedeschi, la Kriegsmarine le assegnò la designazione di Schlachtschiff R e considerò brevemente di poterla completare, ma la carenza di materiali e degli operai del cantiere resero il progetto irrealizzabile. Nel dicembre 1941 venne varata  completa al 10% e rimorchiata fuori dal bacino di costruzione al fine di liberarlo per poterlo utilizzare per altri scopi. Secondo gli storici John Jordan e Robert Dumas la Schlachtschiff R fu ormeggiata vicino alla base dei sommergibili e utilizzata come nave caserma, mentre secondo Henri Le Masson fu trasferita a Landévennec, nella rada di Brest, e utilizzata per il medesimo scopo. Fu affondata il 27 agosto 1944 durante un attacco aereo alleato che precedette la liberazione della città. Dopo la fine della guerra la marina mise in vendita il relitto il 23 febbraio 1948, ma non vi furono acquirenti. Riportata a galla dalla marina per ripulire i fondali del porto, mentre veniva rimorchiata si spezzò a metà e affondò nuovamente. Alla fine una ditta di salvataggi marittimi il 1º agosto 1951 acquistò il relitto che fu successivamente demolito sul posto.

### Annotazioni
1. ↑  L'attacco fu portato da 24 bombardieri Avro Lancaster e un De Havilland Mosquito appartenenti al No 5 Group che affondarono due navi.

### Fonti
1. 1 2 3  Le Masson 1969, p. 78.
2. 1 2 3 4 5 6 7 8  De Toro 2012, p. 30.
3. 1 2  De Toro 2012, p. 31.
4. ↑  Couhat 1971, p. 27.
5. 1 2 3 4 5 6 7  De Toro 2012, p. 33.
6. 1 2  Couhat 1971, p. 28.
7. 1 2 3  3d History.
8. 1 2  Jordan, Dumas 2009, p. 171.
9. ↑  Dumas 2001, p. 96.
10. ↑  Bomber Command.